# Leonard Jerome
Pour les articles homonymes, voir Jérôme.
Leonard Walter Jerome, né le 3 novembre 1817 à Pompey et mort le 3 mars 1891 à Brighton, est un homme d'affaires américain.

## Biographie
D'une famille de huguenots français ayant émigré dans la colonie de New York en 1717, Leonard Jerome naît à Pompey, près de Syracuse. Il intègre l'université de Princeton, puis l'Union College, où il étudie le droit. Il s'installe ensuite à New York comme spéculateur boursier et promoteur.
Ses succès boursiers l'amènent à être connu comme The King of Wall Street. Il développe ses intérêts dans plusieurs sociétés de chemin de fer et se trouve souvent un partenariat d'affaires avec Cornelius Vanderbilt.
Mécène des arts, il fonde l'Académie de musique (New York) (en) et l'un des premiers opéras de New York.
Pendant les émeutes de Draft Riots, il défend, avec une Gatling, l'immeuble des bureaux du New York Times, où il possède d'importantes participations.
Sportif, il pratique la voile avec son ami William Kissam Vanderbilt, avec lequel il partage également une passion particulière pour les courses de chevaux pur-sang et qu'il aidera à fonder le The Jockey Club (en).
À la fin des années 1860, il fait partie de plusieurs voyages de chasse dans l'Ouest américain, guidés par Buffalo Bill.
En 1866, il achète le domaine et la demeure de James Bathgate près de Old Fordham Village (en) dans ce qui est alors le comté rural de Westchester, mais qui se trouve désormais dans le Bronx. Avec le financier August Belmont, Sr., il construit Jerome Park Racetrack (en) sur le terrain Bathgate ; les premiers Belmont Stakes s'y tiennent à partir de 1867.
Avec Vanderbilt et d'autres investisseurs, il fonde le Coney Island Jockey Club qui, en 1884 a construit le Sheepshead Bay Race Track (en).

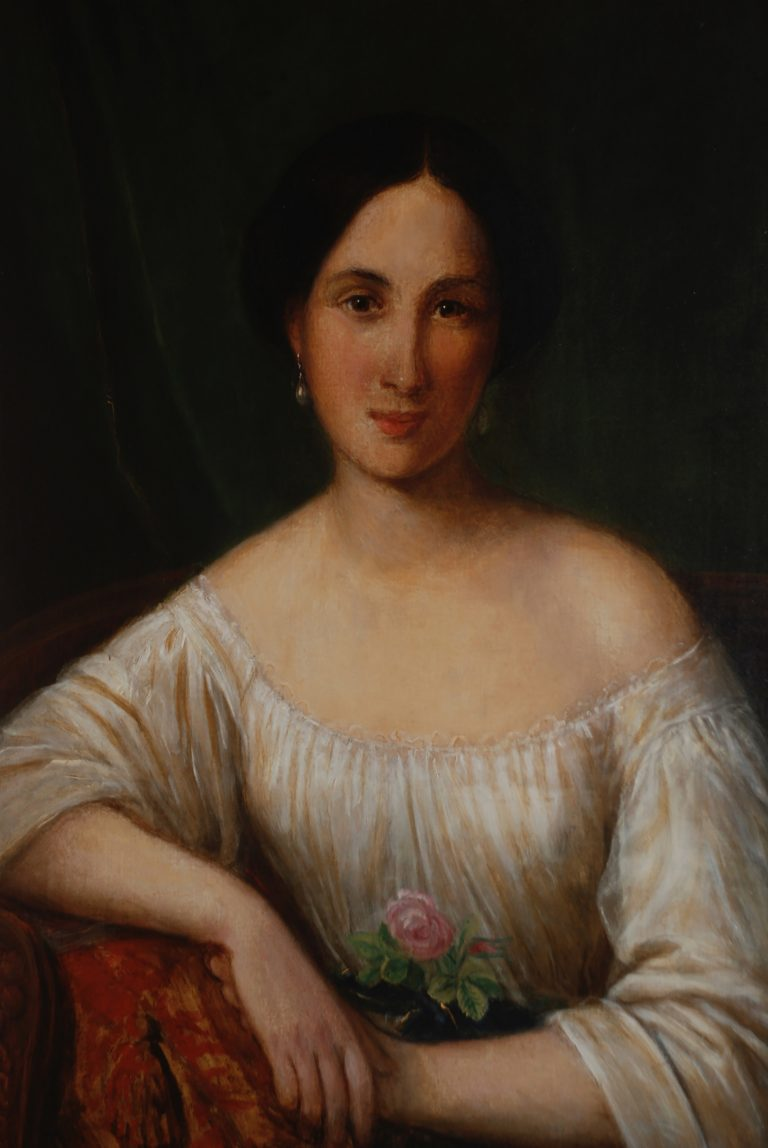
Portrait de son épouse, née Clarissa Hall.

Marié à Clarissa Hall, il est le père de Jennie Jerome, épouse de Lord Randolph Churchill et mère de Winston Churchill. Il a deux autres filles, l'une mariée à Moreton Frewen et l'autre à Sir John Leslie, 2nd Baronet (en).

## Sources
- (en) Cet article est partiellement ou en totalité issu de l’article de Wikipédia en anglais intitulé « Leonard Jerome » (voir la liste des auteurs).